# Takekazu Suzuki
Takekazu Suzuki (鈴木 武一, Suzuki Takekazu, Shiogama, 8 april 1956) is een Japans voormalig voetballer die als middenvelder speelde en voetbaltrainer.

## Carrière
Suzuki begon zijn carrière in 1975 bij Yomiuri. Met deze club werd hij in 1983 en 1984 kampioen van Japan. In 11 jaar speelde hij er 62 competitiewedstrijden en scoorde 10 goals. Suzuki beëindigde zijn spelersloopbaan in 1986. Hij tekende in 1989 bij Tohoku Electric Power (Brummell Sendai), de voorloper van Vegalta Sendai. Suzuki speelde tussen 1989 en 1996 voor Sendai.
In 1990 startte Kobayashi zijn trainerscarrière. Tussen 1990 en 1995 trainde hij Tohoku Electric Power (Brummell Sendai). Suzuki werd nadien opnieuw trainer van de Sendai in 1998.